# Maciej Kreczmer
Maciej Kreczmer (* 4. April 1981 in Rajcza) ist ein ehemaliger polnischer Skilangläufer.

## Werdegang
Kreczmer startete von 2000 bis 2015 im Skilanglauf-Weltcup, bei dem er vorwiegend Platzierungen im Mittelfeld belegte. Sein erstes Weltcuprennen lief er im Dezember 2000 in Brusson, welches er mit dem 78. Platz im Sprint beendete. Im Dezember 2002 holte er in Cogne mit dem 21. Platz im Sprint seine ersten Weltcuppunkte. Bei den nordischen Skiweltmeisterschaften 2003 im Val di Fiemme belegte er den 61. Platz über 15 km klassisch und den 36. Rang im Sprint. Seine beste Platzierung bei einem Weltcuprennen erreichte er im Februar 2004 in Trondheim und im März 2007 in Stockholm mit dem zehnten Platz im Sprint. Seine besten Platzierungen bei den nordischen Skiweltmeisterschaften 2005 in Oberstdorf waren der 17. Platz im Sprint und der 13. Rang im Teamsprint. Bei den Olympischen Winterspielen 2006 in Pragelato kam er auf den 33. Platz im Sprint und den siebten Rang im Teamsprint. Seine besten Platzierungen bei den nordischen Skiweltmeisterschaften 2007 in Sapporo waren der 28. Platz im Sprint und der fünfte Rang zusammen mit Janusz Krężelok im Teamsprint. Bei den nordischen Skiweltmeisterschaften 2009 in Liberec erreichte er den 50. Platz im Sprint, den 40. Rang über 15 km klassisch und den 14. Platz im Teamsprint. Seine besten Resultate bei den Olympischen Winterspielen 2010 in Vancouver waren der 25. Platz im Sprint und der 12. Rang im Teamsprint. Bei der Tour de Ski 2010/11 erreichte er den 31. Rang in der Gesamtwertung. Bei den nordischen Skiweltmeisterschaften 2011 in Oslo belegte er den 55. Platz über 15 km klassisch, den 49. Platz im Sprint und den 18. Rang im Teamsprint. Die Tour de Ski 2012/13 beendete er auf dem 51. Platz. Seine besten Resultate bei den nordischen Skiweltmeisterschaften 2013 im Val di Fiemme waren der 32. Platz im Sprint und der 12. Rang im Teamsprint. Seine besten Ergebnisse bei den Olympischen Winterspielen 2014 in Sotschi waren der 29. Rang über 15 km klassisch und der 15. Platz mit der Staffel und im Teamsprint. Im August 2014 siegte er zum dritten Mal in Folge beim Merino Muster über 42 km Freistil. Letztmals international startete er bei den nordischen Skiweltmeisterschaften 2015 in Falun. Dort waren der 37. Platz im Sprint und der achte Rang im Teamsprint seine besten Ergebnisse.

## Platzierungen im Weltcup

### Weltcup-Statistik
Die Tabelle zeigt die erreichten Platzierungen im Einzelnen.
- 1.–3. Platz: Anzahl der Podiumsplatzierungen
- Top 10: Anzahl der Platzierungen unter den ersten zehn
- Punkteränge: Anzahl der Platzierungen innerhalb der Punkteränge
- Starts: Anzahl gelaufener Rennen in der jeweiligen Disziplin
- Hinweis: Bei den Distanzrennen erfolgt die Einordnung gemäß FIS.

| Platzierung         | Distanzrennen a | Distanzrennen a | Distanzrennen a | Distanzrennen a | Distanzrennen a | Skiathlon Verfolgung | Sprint | Etappen- rennen b | Gesamt | Team c | Team c  |
| Platzierung         | ≤ 5 km          | ≤ 10 km         | ≤ 15 km         | ≤ 30 km         | > 30 km         | Skiathlon Verfolgung | Sprint | Etappen- rennen b | Gesamt | Sprint | Staffel |
| ------------------- | --------------- | --------------- | --------------- | --------------- | --------------- | -------------------- | ------ | ----------------- | ------ | ------ | ------- |
| 1. Platz            |                 |                 |                 |                 |                 |                      |        |                   |        |        |         |
| 2. Platz            |                 |                 |                 |                 |                 |                      |        |                   |        |        |         |
| 3. Platz            |                 |                 |                 |                 |                 |                      |        |                   |        |        |         |
| Top 10              |                 |                 |                 |                 |                 |                      | 2      |                   | 2      | 2      |         |
| Punkteränge         | 2               |                 | 6               |                 | 1               |                      | 14     |                   | 23     | 13     | 4       |
| Starts              | 6               | 9               | 46              | 9               | 3               | 21                   | 90     | 9                 | 193    | 13     | 4       |
| Stand: Karriereende |                 |                 |                 |                 |                 |                      |        |                   |        |        |         |

### Weltcup-Gesamtplatzierungen
| Saison  | Gesamt | Gesamt | Distanz | Distanz | Sprint | Sprint |
| Saison  | Punkte | Platz  | Punkte  | Platz   | Punkte | Platz  |
| ------- | ------ | ------ | ------- | ------- | ------ | ------ |
| 2002/03 | 10     | 109.   | -       | -       | 10     | 57.    |
| 2003/04 | 31     | 87.    | -       | -       | 31     | 41.    |
| 2004/05 | 5      | 136.   | -       | -       | 5      | 70.    |
| 2005/06 | 33     | 103.   | 21      | 81.     | 12     | 58.    |
| 2006/07 | 33     | 92.    | 3       | 105.    | 30     | 46.    |
| 2007/08 | -      | -      | -       | -       | -      | -      |
| 2008/09 | 7      | 161.   | 1       | 115.    | 6      | 98.    |
| 2009/10 | 35     | 110.   | 5       | 111.    | 30     | 63.    |
| 2010/11 | 3      | 165.   | -       | -       | 3      | 103.   |
| 2011/12 | -      | -      | -       | -       | -      | -      |
| 2012/13 | 18     | 122.   | 18      | 78.     | -      | -      |
| 2013/14 | 3      | 160.   | 3       | 103.    | -      | -      |